# ヴァイオレット・オルニー
ヴァイオレット・オルニー（Violet Rose Olney、後にParish、1911年5月22日 – 1999年1月3日）は、イギリスの陸上競技選手である。彼女は1936年ベルリンオリンピックの400メートルリレー走で、銀メダルを獲得した。

## 経歴
1936年に開催されたベルリンオリンピックでは、女子400メートルリレー走のイギリス代表として出場した。400メートルリレー走では、1932年ロサンゼルスオリンピックの同競技で銅メダリストとなったアイリーン・ヒスコックを筆頭に、オードリー・ブラウン、バーバラ・バークとともにチームを組み、第2走者を務めた。
女子400メートルリレー走は、8つの国の代表チームが出場して8月8日（予選）、8月9日（決勝）の日程で実施された。イギリス代表チームは、予選2組で46秒4（当時の世界新記録）を出したドイツ代表チームに続いて同組の2位（47秒5）で通過して決勝に挑むこととなった。
翌日の決勝は、10万人の大観衆で満員となったオリンピアシュタディオンで行われた。決勝では、前日に世界新記録を樹立して優勝候補に挙げられていたドイツ代表チームが、第3走者とアンカー間でのバトンパスの失敗により失格になる波乱があった。イギリス代表チームは、アメリカ合衆国代表チームに続いて47秒6の記録で2位となり、銀メダルを獲得した。